# Tiểu vương quốc Jabal Shammar
Tiểu vương quốc Jabal Shammar (tiếng Ả Rập: إمارة جبل شمر), còn gọi là Tiểu vương quốc Haʾil (إمارة حائل) hay Tiểu vương quốc của Nhà Rashīd (إمارة آل رشيد), từng là một nhà nước tại khu vực Nejd trên bán đảo Ả Rập, tồn tại từ giữa thế kỷ 19 đến năm 1921. Jabal Shammar nghĩa là "núi của Shammar". Thủ đô của Jabal Shammar là Ha'il. Nhà nước này theo chế độ quân chủ chuyên chế dưới quyền Nhà Rashid. Lãnh thổ của Jabal Shammar nay thuộc Ả Rập Xê Út, Iraq và Jordan.

## Lịch sử
Tiểu vương quốc Jabal Shammar được thành lập vào năm 1836, trong hầu hết thời gian tồn tại nó có mối thù với Nhà Saud về vấn đề kiểm soát Nejd. Nhà Rashid là gia tộc cai trị Jabal Shammar đã trục xuất thành công Nhà Saud khỏi Riyadh vào năm 1891 sau trận Mulayda. Sự kiện này dẫn đến bãi bỏ nhà nước Saud thứ nhì là Tiểu vương quốc Nejd, và sáp nhập nó vào lãnh thổ Jabal Shammar.
Nhà Saud phải lưu vong tại Kuwait, còn Nhà Rashīd tìm kiếm quan hệ hữu nghị với Đế quốc Ottoman ở phía bắc. Liên minh này trở nên ít có giá trị hơn trong quá trình thế kỷ 19 do Ottoman để mất ảnh hưởng và tính hợp pháp.
Đến năm 1902, Abdulaziz Ibn Saud tái chiếm thành công Riyadh cho Nhà Saud, và bắt đầu chiến dịch nhằm tái chinh phục khu vực, một chiến dịch thành công cao độ đối với gia tộc này. Sau môt số giao tranh, Nhà Rashidi và Nhà Saud tham gia vào cuộc chiến quy mô toàn diện tại vùng Qassim, kết quả là thất bại đau đớn cho Nhà Rashidi và emir Abdul Aziz ibn Mitaab al-Rashīd của họ thiệt mạng.
Sau khi emir mất, Jabal Shammar dần suy thoái, và phải chịu áp lực hơn nữa khi thế lực bảo trợ cho họ sụp đổ trong Chiến tranh thế giới thứ nhất. Ibn Saud liên minh với Đế quốc Anh nhằm tạo một đối trọng với sự ủng hộ của Ottoman cho Jabal Shammar, và họ càng mạnh mẽ hơn sau thế chiến.
Tiểu vương quốc Jabal Shammar chấm dứt trong chiến dịch của Nhà Saud vào cuối năm 1921. Tiểu vương quốc đầu hàng Nhà Saud vào ngày 2 tháng 11 năm 1921, và sau đó hợp nhất vào Vương quốc Nejd.

## Emir của Jabal Shammar

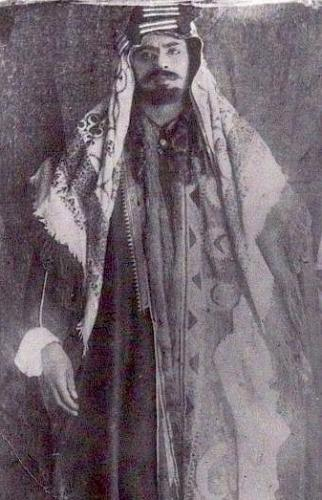
Ảnh của Abdul Aziz bin Mutʿib, biệt danh là "Al Janāzah", emir thứ sáu của Jabal Shammar.

1. ʿAbdullah (I) bin Rashīd (tiếng Ả Rập: عبدالله بن رشيد‎; 1836–48). Abdullah đạt được quyền lực sau khi lãnh đạo một cuộc khởi nghĩa (cùng người anh em là ʿUbayd Al Rashīd) chống lại người cai trị tại Ha'il là Muhammad bin Ali, cũng là một thành viên của dòng dõi Jaafar al-Shammari. Với tư cách là thủ lĩnh, Abdullah được tán dương vì đem hoà bình và ổn định cho Ha'il và vùng xung quanh. Abdullah yêu cầu người anh em ʿUbayd an ahd về thoả ước rằng người kế vị cần thuộc dòng dõi của Abdullah.
2. Ṭalāl bin ʿAbdullah (طلال بن عبدالله‎; 1848–68). Ông là con trai của Abdullah, được nhớ đến do có tư tưởng tương đối tự do và quan tâm đến các dự án xây dựng. Dưới quyền cai trị của ông, Cung điện Barzan tại Ha'il được hoàn thành. Ông thiết lập các liên kết mậu dịch thường lệ với Iraq và mở rộng phạm vi ảnh hưởng của Nhà Rashīd. Talal được cho là tương đối khoan dung đối với những người nước ngoài, bao gồm các thương nhân tại Ha'il. Trong thập niên 1860, tranh chấp nội bộ Nhà Saud cho phép liên quân Rashīd/Ottoman trục xuất họ. Nhà Rashīd chiếm lĩnh thủ đô Riyadh của Nhà Saud vào năm 1865 và buộc các thủ lĩnh của Nhà Saud phải lưu vong. Talal sau đó mất trong một sự kiện bắn súng "bí ẩn". Charles Doughty trong sách Travels in Arabia Deserta viết rằng Talal tự sát. Talal có bảy người con trai, song con trai cả là Bandar mới 18 hay 20 tuổi khi ông mất.
3. Mutʿib (I) bin ʿAbdullah (متعب بن عبدالله‎; 1868–69). Ông là em trai của Talal, được các thành viên lão làng trong gia tộc Rashīd và các sheikh Shammar ủng hộ.
4. Bandar bin Ṭalāl (بندر بن طلال‎; 1869). Ông chỉ cai trị một thời gian ngắn trước khi bị chú là Muhammed giết chết. Bandar được thuật là kết hôn với vợ goá của chú mình và có một con trai với bà.
5. Muḥammad (I) bin ʿAbdullah (محمد بن عبدالله‎; 1869–97). Trong một cuộc đối đầu bên ngoài Ha'il với cháu trai Amir Bandar, Muhammed giết Bandar. Muhammed sau đó tiếp tục đến Ha'il và xưng là emir mới. Nhằm ngăn ngừa khả năng báo thù, Muhammed ra lệnh hành quyết toàn bộ em trai của Bandar (các con trai của Talal), các em họ của Bandar (con của em gái Talal), cùng nô lệ và nô tì của họ. Chỉ có một con trai của Talal là Naif còn sống. Ông có thời gian cai trị lâu nhất trong lịch sử vương triều Rashīdi. Thời kỳ ông cai trị trở thành "một giai đoạn ổn định, bành trướng và thịnh vượng" (ref.: p. 61, Al Rashīd). Cuộc bành trướng của ông vươn đến al-Jawf và Palmyra về phía bắc và Tayma cùng Khaybar về phía tây. Năm 1891, sau một cuộc nổi dậy ʿAbd al-Rahman bin Faysal bin Turki Al Saud rời Riyadh. Gia tộc Saudi sang lưu vong tại Kuwait, bao gồm Abdul Aziz Al-Saud mới mười tuổi.
6. ʿAbd al-ʿAzīz bin Mutʿib (عبدالعزيز بن متعب‎; 1897–1906). Ông là con trai của emir thứ ba là Mutʿib, được chú là Muhammad nhận nuôi và trở thành người thừa kế. Sau khi Muhammad mất, Abd al-ʿAziz kế vị. Tuy nhiên quyền cai trị của Rashīd không vững chắc do đồng minh Ottoman của họ đang suy yếu. Năm 1904, Ibn Saud trở về với một lực lượng nhỏ và tái chiếm Riyadh. Abd al-ʿAziz mất trong trận Rawdat Muhanna trước Ibn Saud vào năm 1906.
7. Mutʿib (II) bin ʿAbd al-ʿAzīz (متعب بن عبدالعزيز‎; 1906–07). Ông kế vị cha làm emir, tuy nhiên không thể giành được ủng hộ từ toàn thể gia tộc, và trong vòng một năm ông bị Sultan bin Hammud giết chết.
8. Sultān bin Ḥammūd (سلطان بن حمود‎; 1907–08). Ông là cháu nội của Ubayd (em trai của emir đầu tiên), ông bị chỉ trích do bỏ qua ahd (giao ước) giữa ông nội mình và emir đầu tiên. Ông không thành công trong việc chiến đấu với Ibn Saud, và bị em trai của mình giết.
9. Saʿūd (I) bin Ḥammūd (سعود بن حمود‎; 1908–10). Ông là một cháu nội khác của Ubayd. Saʿud bị giết bởi một người thân bên ngoại của Saʿud bin ʿAbd al-ʿAziz, emir thứ 10.
10. Saʿūd (II) bin ʿAbd al-ʿAzīz (سعود بن عبدالعزيز‎; 1910–20). Ông mới 10 khi trở thành emir, những người thân bên họ ngoại Al Sabhan của ông cai trị với vai trò là nhiếp chính. Năm 1920, ông bị một người họ hàng là Abdullah bin Talal (em trai của emir thứ 12) ám sát. Hai trong số các vợ goá của ông tái hôn: Norah bint Hammud Al Sabhan trở thành vợ thứ tám của Ibn Saud còn Fahda bint Asi Al Shuraim trở thành vợ thứ chín của Ibn Saud và là mẹ của Quốc vương Abdullah của Ả Rập Xê Út.
11. ʿAbdullah (II) bin Mutʿib (عبدالله بن متعب‎; 1920–21; mất 1947). Ông là con trai của emir thứ 7, ông đầu hàng Ibn Saud vào năm 1921.
12. Muḥammad (II) bin Ṭalāl (محمد بن طلال‎; 1921; mất năm 1954). Ông là cháu nội của Naif, là con trai còn sống duy nhất của Talal, emir thứ hai. Ông đầu hàng Ibn Saud. Vợ của Muhammad bin Talal là Nura bint Sibban tái hôn với Quốc vương Abdulaziz sau khi ông bị tống giam.[2] Một trong các con gái của Muhammad bin Talal là Watfa kết hôn với Musa'id bin Abdul Aziz, con trai thứ 15 của Ibn Saud. Musa'id và Watfa là cha mẹ của Faisal bin Musa'id, người ám sát Quốc vương Faisal vào năm 1975.[2]